# 1962.
◄ | 19. stoljeće | 20. stoljeće | 21. stoljeće | ►
◄ | 1930-ih | 1940-ih | 1950-ih | 1960-ih | 1970-ih | 1980-ih | 1990-ih | ►
◄◄ | ◄ | 1959. | 1960. | 1961. | 1962. | 1963. | 1964. | 1965. | ► | ►►
Arhitektura • Astronautika • Astronomija • Biologija • Film • Fotografija • Glazba • Kazalište • Kemija • Kiparstvo • Knjige • Književnost • Kršćanstvo • Meteorologija • Medicina • Planinarstvo • Politika • Pravo • Promet • Slikarstvo • Strip • Šport • Televizija • Znanost • Zrakoplovstvo • Željeznički promet
1962. (MCMLXII), šezdeset i prva je godina 20. stoljeća.

## Događaji
- 10. srpnja – Odlukom Sabora Narodne Republike Hrvatske u Zagrebu osnovana Visoka defektološka škola.
- 4. listopada – Izlazi prvi broj Glasa Koncila.
- 5. listopada – Dr. No, prvi film o Jamesu Bondu.
- 25. listopada – Papa Ivan XXIII. preko Vatikanskoga radija obratio se »svim ljudima dobre volje« pozivajući na mir i okončanje ratnih napetosti.[1]
- 14. listopada − 20. studenog – Kubanska raketna kriza
- 1. studenoga – Izlazi prvi broj stripa Diabolik.
- Samostalnost stječu belgijske kolonije Ruanda i Burundi.

## Rođenja

### Siječanj – ožujak
- 16. siječnja – Krešimir Bagić, hrvatski pisac
- 17. siječnja – Jim Carrey, kanadsko-američki glumac i komičar
- 2. veljače – Neno Belan, hrvatski pjevač
- 10. veljače – Cliff Burton, američki basist († 1986.)
- 2. ožujka – Jon Bon Jovi, američki glazbenik
- 2. ožujka – Nela Milijić, hrvatska književnica i pjesnikinja († 2011.)
- 12. ožujka – Andreas Köpke, njemački nogometni vratar
- 12. ožujka – Dražen Ričl, bosanskohercegovački glazbenik († 1986.)
- 15. ožujka – Ljiljana Bogojević, hrvatska glumica
- 25. ožujka – Marcia Cross, američka glumica
- 26. ožujka – Călin Georgescu, rumunjski političar
- 26. ožujka – Andrej Lavrov, ruski rukometni vratar

### Travanj – lipanj
- 24. travnja – Jasna Turkalj, hrvatska povjesničarka
- 27. svibnja – Branko Đurić, bosanskohercegovački glumac, redatelj i glazbenik
- 6. lipnja – Massimo Savić, hrvatski glazbenik i pjevač († 2022.)
- 10. lipnja – Gina Gershon, američka glumica
- 19. lipnja – Paula Abdul, američka pjevačica i koreografkinja
- 21. lipnja – Viktor Coj, ruski pjevač i glumac († 1990.)

### Srpanj – rujan
- 3. srpnja – Tom Cruise, američki glumac
- 10. srpnja – Dominique Enon, francuski oboist i skladatelj
- 29. srpnja – Miroslav Škoro, hrvatski pjevač
- 7. kolovoza – Željko Pervan, hrvatski komičar, scenarist i glumac
- 15. kolovoza – Vanja Matujec, hrvatska glumica
- 26. kolovoza – Senad Bašić, bosanskohercegovački glumac
- 16. rujna – Goran Perkovac, hrvatski rukometaš i rukometni trener
- 21. rujna – Rob Morrow, američki glumac
- 25. rujna – Aida Turturro, američka glumica
- 30. rujna – Frank Rijkaard, nizozemski nogometaš i trener

### Listopad – prosinac
- 5. listopada – Slobodan Cvetičanin, operni pjevač
- 16. listopada – Michael Peter Balzary, američki bas gitarist i član grupe Red Hot Chili Peppers
- 1. studenog – Anthony Kiedis, pjevač i frontmen grupe Red Hot Chili Peppers
- 18. studenog – Kirk Hammett, amerčki gitarist
- 19. studenog – Jodie Foster, američka glumica
- 6. prosinca – Janine Turner, američka glumica
- 9. prosinca – Felicity Huffman, američka glumica
- 11. prosinca – Ben Browder, američki glumac
- 27. prosinca – Danko Jakšić, hrvatski slikar († 2014.)
- 29. prosinca – Carles Puigdemont, katalonski političar

## Smrti

### Siječanj – ožujak
- 16. siječnja – Ivan Meštrović, hrvatski kipar i arhitekt (* 1883.)
- 26. siječnja – Fran Lhotka, skladatelj i dirigent češkog porijekla (* 1883.)
- 17. veljače – Bruno Walter, njemačko-austrijski dirigent i skladatelj (* 1876.)
- 19. veljače – Georgios Papanikolaou, grčki liječnik (* 1883.)

### Travanj – lipanj
- 1. travnja – Michel de Ghelderode, belgijski književnik (* 1898.)
- 8. travnja – Branko Gavella, hrvatski redatelj, teatrolog i kazališni pedagog (* 1885.)
- 28. travnja – Sveta Ivana Beretta Molla, katolička svetica, liječnica (* 1922.)
- 2. lipnja – Franc Saleški Finžgar, slovenski književnik (* 1871.)
- 19. lipnja – Frank Borzage, američki glumac (* 1894.)

### Srpanj – rujan
- 6. srpnja – William Faulkner, američki pisac (* 1897.)
- 26. srpnja – George Preca, malteški svetac (* 1880.)
- 5. kolovoza – Marilyn Monroe, američka glumica (* 1926.)
- 7. kolovoza – Aurel Babeș, rumunjski znanstvenik (* 1886.)
- 9. kolovoza – Hermann Hesse, njemački književnik (* 1877.)
- 18. kolovoza – Max Fabiani, slovenski arhitekt (* 1865.)

### Listopad – prosinac
- 18. studenog – Niels Bohr, danski fizičar (* 1885.)
- 27. studenog – Vale Vouk, hrvatski botaničar slovenskog porijekla (* 1886.)

## Nobelova nagrada za 1962. godinu
- Fizika: Lev Davidovič Landau
- Kemija: Max Ferdinand Perutz i John Cowdery Kendrew
- Fiziologija i medicina: Francis Harry Compton Crick, James Dewey Watson i Maurice Wilkins
- Književnost: John Steinbeck
- Mir: Linus Pauling

## Vanjske poveznice
|  | Zajednički poslužitelj ima još gradiva o temi 1962. |